# 487 Venetia
A 487 Venetia (ideiglenes jelöléssel 1902 JL) a Naprendszer kisbolygóövében található aszteroida. Luigi Carnera fedezte fel 1902. július 9-én.